# Olympische Sommerspiele 2008/Schwimmen – 4 × 100 m Lagen (Frauen)
Der Staffelwettbewerb über 4-mal 100 Meter Lagen der Frauen bei den Olympischen Spielen 2008 in Peking wurde am 15. und 17. August 2008 im Nationalen Schwimmzentrum Peking ausgetragen. 74 Athletinnen aus 16 Ländern nahmen daran teil.
Es fanden zwei Vorläufe statt. Die acht schnellsten Staffeln aller Vorläufe qualifizierten sich für das Finale, das am gleichen Tag ausgetragen wurde.

## Rekorde
Vor Beginn der Olympischen Spiele waren folgende Rekorde gültig.
| Weltrekord         | Australien (Emily Seebohm, Leisel Jones, Jessicah Schipper, Lisbeth Lenton) | 3:55,74 min | Melbourne, Australien | 31. März 2007   |
| Olympischer Rekord | Australien (Giaan Rooney, Leisel Jones, Petria Thomas, Jodie Henry)         | 3:57,32 min | Athen, Griechenland   | 21. August 2004 |

Während der Olympischen Spiele wurden folgende Rekorde gebrochen:
| Weltrekord         | Australien (Emily Seebohm, Leisel Jones, Jessicah Schipper, Lisbeth Trickett) | 3:52,69 min | Peking, Volksrepublik China | 17. August 2008 |
| Olympischer Rekord | Australien (Emily Seebohm, Leisel Jones, Jessicah Schipper, Lisbeth Trickett) | 3:52,69 min | Peking, Volksrepublik China | 17. August 2008 |

## Titelträger
| Olympiasieger | Australien (Giaan Rooney, Leisel Jones, Petria Thomas, Jodie Henry)                      | 3:57,32 min | Athen 2004     |
| Weltmeister   | Australien (Emily Seebohm, Leisel Jones, Jessicah Schipper, Lisbeth Lenton)              | 3:55,74 min | Melbourne 2007 |
| Europameister | Vereinigtes Königreich (Elizabeth Simmonds, Kate Haywood, Jemma Lowe, Francesca Halsall) | 3:59,33 min | Eindhoven 2008 |

## Vorlauf

### Vorlauf 1
| Platz | Nation             | Athleten                                                              | Zeit        | Anmerkung |
| ----- | ------------------ | --------------------------------------------------------------------- | ----------- | --------- |
| 1     | Vereinigte Staaten | Margaret Hoelzer Megan Jendrick Elaine Breeden Kara Lynn Joyce        | 3:59,15 min |           |
| 2     | China              | Xu Tianlongzi Sun Ye Zhou Yafei Pang Jiaying                          | 3:59,21 min | AS        |
| 3     | Japan              | Hanae Itō Asami Kitagawa Yuka Katō Haruka Ueda                        | 3:59,91 min | NR        |
| 4     | Deutschland        | Antje Buschschulte Sarah Poewe Daniela Samulski Britta Steffen        | 4:02,53 min |           |
| 5     | Brasilien          | Fabíola Molina Tatiane Sakemi Gabriella Silva Tatiana Lemos           | 4:02,61 min |           |
| 6     | Frankreich         | Alexianne Castel Sophie de Ronchi Aurore Mongel Alena Popchanka       | 4:02,95 min |           |
| 7     | Niederlande        | Femke Heemskerk Jolijn van Valkengoed Inge Dekker Ranomi Kromowidjojo | 4:04,74 min |           |
| 8     | Spanien            | Nina Zhivanevskaya Mireia Belmonte Ángela San Juan María Fuster       | 4:06,40 min |           |

### Vorlauf 2
| Platz | Nation         | Athleten                                                               | Zeit        | Anmerkung |
| ----- | -------------- | ---------------------------------------------------------------------- | ----------- | --------- |
| 1     | Australien     | Emily Seebohm Tarnee White Felicity Galvez Shayne Reese                | 3:57,94 min |           |
| 2     | Großbritannien | Gemma Spofforth Kate Haywood Jemma Lowe Francesca Halsall              | 3:59,14 min | ER        |
| 3     | Russland       | Xenija Moskwina Julija Jefimowa Natalja Sutjagina Anastassija Aksenowa | 3:59,66 min |           |
| 4     | Schweden       | Sarah Sjöström Joline Höstman Anna-Karin Kammerling Josefin Lillhage   | 4:02,12 min |           |
| 5     | Kanada         | Julia Wilkinson Annamay Pierse Audrey Lacroix Erica Morningstar        | 4:02,13 min |           |
| 6     | Südafrika      | Melissa Corfe Suzaan van Biljon Mandy Loots Lize-Mari Retief           | 4:04,20 min |           |
| 7     | Italien        | Romina Armellini Roberta Panara Ilaria Bianchi Federica Pellegrini     | 4:04,93 min |           |
| 8     | Ukraine        | Iryna Amschennikowa Julija Pidlisna Kateryna Subkowa Darja Stepanjuk   | 4:08,62 min |           |

## Finale
17. August 2008, 03:45 MEZ
| Platz | Nation             | Athleten                                                                  | Zeit        | Anmerkung |
| ----- | ------------------ | ------------------------------------------------------------------------- | ----------- | --------- |
| 1     | Australien         | Emily Seebohm Leisel Jones Jessicah Schipper Lisbeth Trickett             | 3:52,69 min | WR        |
| 2     | Vereinigte Staaten | Natalie Coughlin Rebecca Soni Christine Magnuson Dara Torres              | 3:53,30 min | AM        |
| 3     | China              | Zhao Jing Sun Ye Zhou Yafei Pang Jiaying                                  | 3:56,11 min | AS        |
| 4     | Großbritannien     | Gemma Spofforth Kate Haywood Jemma Lowe Francesca Halsall                 | 3:57,50 min | ER        |
| 5     | Russland           | Anastassija Sujewa Julija Jefimowa Natalja Sutjagina Anastassija Aksenowa | 3:57,84 min |           |
| 6     | Japan              | Reiko Nakamura Asami Kitagawa Yuka Katō Haruka Ueda                       | 3:59,54 min | NR        |
| 7     | Kanada             | Julia Wilkinson Annamay Pierse Audrey Lacroix Erica Morningstar           | 4:01,35 min |           |
| 8     | Schweden           | Sarah Sjöström Joline Höstman Anna-Karin Kammerling Josefin Lillhage      | DSQ         |           |